# غزوة وادي القرى
غزوة وادي القرى هي معركة وقعت بين المسلمين بقيادة النبي محمد من جهة، وبين اليهود من جهة أخرى، في وادٍ يسمى «وادي القرى». وهو وادٍ بأرض الحجاز بين الشام والمدينة المنورة وهو بين تيماء وخيبر، فيه قرى كثيرة.

## خلفية الأحداث
وقعت هذه المعركة بعد خيبر، وكان سكان هذا الوادي من اليهود فدعاهم النبي محمد  إلى الإسلام، فأبوا إلا القتال، واختاروا ثلاثة منهم في الطليعة (أي للقتال) واحدًا بعد واحد. برز رجل منهم للقتال فقتله الزبير بن العوام ، ثم برز آخر فقتله عليّ بن أبي طالب، ثم برز آخر فقتله أبو دجانة ، ثم نشب القتال بين الجيشين وقاتلهم المسلمون حتى المساء، وقٌتل من اليهود أحد عشر رجلا وكان النصر للمسلمين، طلب اليهود الصلح فتركت الأرض والنخيل والبساتين والحدائق في أيديهم يعملون فيها أجراء كإخوانهم يهود خيبر وعاملهم على نحو ما عامل عليه أهل خيبر. وفي لفظ: ومن رسول الله صلى الله عليه وسلم على يهود وترك في أيديهم أراضي وادي القرى والبساتين والحدائق، يعملون فيها ويأخذون الأجرة. وقيل حاصرهم ليالي، ثم انصرف راجعا إلى المدينة. فعلى الأوّل تضم للغزوات التي وقع فيها القتال.
ولما بلغ أهل تيما ما فعل رسول الله صلى الله عليه وسلم بأهل خيبر وفدك ووادي القرى صالحوه على الجزية، فأقاموا ببلادهم وأرضهم في أيديهم: قال: وقتل عبده الأسود الذي كان يرحل لرسول الله، بينما هو يحط رحله جاءه سهم فقتله، فقال الناس: هنيئا له الجنة، فقال رسول الله صلى الله عليه وسلم: كلا والذي نفسي بيده إن الشملة التي أخذها من خيبر من الغنائم قبل أن تقسم تشتعل عليه نارا انتهى.
ولما قرب من المدينة سار رسول الله صلى الله عليه وسلم وأصحابه ليلة، فلما كان قبيل الصبح نزل وعرس وقال: ألا رجلا حافظا لعينه يحفظ علينا الفجر لعلنا ننام، فقال بلال : أنا يا رسول الله أحفظه عليك، وفي لفظ قال: يا بلال اكلأ لنا الليل، فنام رسول الله صلى الله عليه وسلم وأصحابه وقام بلال  يصلي ما شاء الله، ثم استند إلى بعير واستقبل الفجر يرمقه، فغلبته عينه فنام، فلم يستيقظ رسول الله صلى الله عليه وسلم ولا أحد من الصحابة،  حتى ضربتهم الشمس، وكان أول من استيقظ رسول الله صلى الله عليه وسلم فقال: ما صنعت يا بلال قال: يا رسول الله أخذ بنفسي الذي أخذ بنفسك، قال: صدقت، أي وتبسم. وفي رواية: أنه التفت إلى أبي بكر الصديق وقال له: إن الشيطان أتى بلالا وهو قائم يصلي، فلم يزل يهدئه كما يهدأ الصبي حتى نام، ثم دعا رسول الله صلى الله عليه وسلم بلالا، فأخبر بلال رسول الله صلى الله عليه وسلم بمثل ما أخبر به الصديق، فقال أبو بكر : أشهد أنك رسول الله.
ثم سار بالناس يقود بعيره غير كثير، ثم أناخ، فتوضأ وتوضأ الناس وأمر بلالا فأقام الصلاة. وفي رواية: فاقتادوا رواحلهم. وفي رواية: فاستيقظ القوم وقد فزعوا، فأمرهم رسول الله صلى الله عليه وسلم أن يركبوا حتى يخرجوا من ذلك الوادي وقال: هذا واد به شيطان، فركبوا حتى خرجوا من ذلك الوادي، الحديث. فلما فرغ رسول الله صلى الله عليه وسلم قال: إذا نسيتم الصلاة فصلوها إذا ذكرتموها، فإن الله تعالى يقول {وأقم الصلاة لذكري}. وفي رواية: إن الله قبض أرواحنا، ولو شاء ردها إلينا في حين غير هذا، فإذا رقد أحدكم عن الصلاة أو نسيها، ثم فزع إليها فليصلها في وقتها. أي وقيل إن ذلك كان في مرجعه من الحديبية، وقيل في مرجعه من حنين، وقيل في مرجعه من تبوك. قال في الإمتاع: وهذا لا يصح لأن الآثار الصحاح على خلافه، أي دالة على أن ذلك كان في رجوعه من وادي القرى.
وقد يقال: لا مانع من التعدد، ويدل للقول بأن ذلك كان في مرجعه من الحديبية ما جاء عن ابن مسعود «أقبلنا مع رسول الله صلى الله عليه وسلم زمن الحديبية» وفي رواية «لما انصرفنا من غزوة الحديبية قال النبي صلى الله عليه وسلم: من يحرسنا الليلة؟ فقلت: أنا يا رسول الله، قال: إنك تنام، ثم أعاد: من يحرسنا الليلة؟ فقلت: أنا حتى أعاد ذلك مرارا وأنا أقول أنا، فقال رسول الله صلى الله عليه وسلم: فأنت، قال: فحرستهم حتى إذا كان وجه الصبح أدركني قول رسول الله صلى الله عليه وسلم إنك تنام فنمت، فما أيقظنا إلا حر الشمس في ظهورنا» وسيأتي في تبوك عن الحافظ ابن حجر اختلاف العلماء في التعدد.
وكان بين الحديبية وعمرة القضاء، إسلام خالد بن الوليد، وعمرو بن العاص، وعثمان بن طلحة الحجبي . وقيل كان بعد عمرة القضاء، ويشهد له ما جاء عن خالد بن الوليد  أنه قال: لما أراد الله عز وجل ما أراد بي من الخير قذف في قلبي الإسلام وحضر لي رشدي، وقلت قد شهدت هذه المواطن كلها على محمد، فليس موطن أشهده إلا انصرف، وأنا أرى في نفسي أني موضع في غير شيء وأن محمدا يظهر، فلما جاء لعمرة القضاء تغيبت ولم أشهد دخوله، فكان أخي الوليد بن الوليد دخل معه فطلبني فلم يجدني، فكتب إليّ كتابا، فإذا فيه: بسم الله الرحمن الرحيم. أما بعد ـ فإني لم أر أعجب من ذهاب رأيك عن الإسلام وقلة عقلك، ومثل الإسلام يجهله أحد، قد سألني عنك رسول الله صلى الله عليه وسلم فقال أين خالد، فقلت: يأتي الله به، فقال: ما مثله يجهل الإسلام، ولو كان يجعل نكايته مع المسلمين على المشركين كان خيرا له، ولقدمناه على غيره، فاستدرك يا أخي ما فاتك، فقد فاتك مواطن صالحة، فلما جاءني كتابه نشطت للخروج، وزادني رغبة في الإسلام، وسرتني مقالة رسول الله، ورأيت في المنام كأني في بلاد ضيقة جدبة فخرجت إلى بلاد خضراء واسعة، فلما اجتمعنا للخروج إلى المدينة لقيت صفوان، فقلت: يا أبا وهب، أما ترى أن محمدا ظهر على العرب والعجم، فلو قدمنا عليه فاتبعناه فإن شرفه شرف لنا، قال: لو لم يبق غيري ما اتبعته أبدا، قلت: هذا رجل قتل أبوه وأخوه ببدر، فلقيت عكرمة بن أبي جهل فقلت له مثل ما قلت لصفوان، فقال مثل الذي قال صفوان، قلت: فاكتم ذكر ما قلت لك، قال: لا أذكره. ثم لقيت عثمان بن طلحة: أي الحجبي، قلت: هذا لي صديق، فأردت أن أذكر له ثم ذكرت من قتل من آبائه: أي قتل أبيه طلحة وعمه عثمان، أي وقتل إخوته الأربع مسافع والجلاس والحارث وكلاب كلهم قتلوا يوم أحد كما تقدم فكرهت أن أذكر له، ثم قلت: وما عليّ: فقلت له: إنما نحن بمنزلة ثعلب في جحر لو صب فيه ذنوب من ماء لخرج، ثم قلت له: ما قلته لصفوان وعكرمة، فأسرع الإجابة، فواعدني إن سبقني أقام في محل كذا، وإن سبقته إليه انتظرته، فلم يطلع الفجر حتى التقينا فغدونا حتى انتهينا إلى الهدة: اسم محل، فنجد عمرو بن العاص بها، فقال: مرحبا بالقوم، فقلنا وبك، أين مسيركم؟ قلنا: الدخول في الإسلام، قال: وذلك الذي أقدمني. وفي لفظ قال عمرو لخالد: يا أبا سليمان أين تريد؟ قال: والله لقد استقام الميسم: أي تبين الطريق وظهر الأمر، وإن هذا الرجل لنبي فأذهب فأسلم، فحتى متى؟ قال عمرو: وأنا ما جئت إلا لأسلم، فاصطحبنا جميعا حتى دخلنا المدينة الشريفة، فأنخنا بظهر الحرة ركابنا فأخبر بنا رسول الله صلى الله عليه وسلم فسرّ بنا، أي وقال رمتكم مكة بأفلاذ كبدها، فلبست من صالح ثيابي، ثم عمدت إلى رسول الله فلقيني أخي، فقال: أسرع فإن رسول الله صلى الله عليه وسلم قد سرّ بقدومكم وهو ينتظركم فأسرعنا المشي، فاطلعت عليه فما زال يتبسم إليّ حتى وقفت عليه، فسلمت عليه بالنبوة فرد على السلام بوجه طلق، فقلت: أشهد أن لا إله إلا الله وأنك رسول الله، قال: الحمد لله الذي هداك، قد كنت أرى لك عقلا رجوت أن لا يسلمك إلا إلى خير. قلت: يا رسول الله ادع الله لي أن يغفر لي تلك المواطن التي كنت أشهدها عليك، فقال: «الإسلام يجب ما كان قبله» أي وتقدم عثمان وعمرو فأسلما.
وفي رواية عن عمرو بن العاص قال: قدمنا المدينة فأنخنا بالحرة فلبسنا من صالح ثيابنا ثم نودي بالعصر، فانطلقنا حتى اطلعنا عليه وإن لوجهه تهللا والمسلمون حوله قد سروا بإسلامنا؛ تقدم خالد بن الوليد فبايع، ثم تقدم عثمان بن طلحة فبايع، ثم تقدمت فوالله ما هو إلا أن جلست بين يديه، فما استطعت أن أرفع طرفي حياء منه، قال: فبايعته على أن يغفر لي ما تقدم من ذنبي ولم يحضرني ما تأخر، فقال: «إن الإسلام يجب ما كان قبله، والهجرة تجب ما كان قبلها» فوالله ما عدل بي رسول الله صلى الله عليه وسلم وبخالد بن الوليد أحدا من الصحابة في أمر حربه منذ أسلمنا، ولقد كنا عند أبي بكر  بتلك المنزلة، ولقد كنت عند عمر  بتلك الحالة، وكان عمر  على خالد كالعاتب، وتقدم أن عمرا  أسلم على يد النجاشي .
قال بعضهم: وفي إسلام عمرو على يد النجاشي لطيفة وهي صحابي أسلم على يد تابعي. ولا يعرف مثله. ومن حين أسلم خالد  لم يزل رسول الله صلى الله عليه وسلم يوليه أعنة الخيل فيكون في مقدمها. والله أعلم.